# کلمنتاین عزیزم
کلمنتاین عزیزم (به انگلیسی: My Darling Clementine) فیلمی در ژانر وسترن به کارگردانی جان فورد با بازی هنری فوندا است.

## خلاصه داستان
«وایات ارپ» (فاندا) کلانتر شهر تومب‌استون می‌شود تا با کمک «داک هالیدی» دائم‌الخمر (ماتیور) ، انتقام مرگ برادرش را بگیرد. سرانجام کار «وایات» به دوئل با خانواده شرارت پیشهٔ «کلانتن» (که عامل مرگ برادرش بوده‌اند) در اوکی کورال می‌کشد… .